# Jamie Ness
Jamie Ness est un footballeur écossais né le 2 mars 1991 à Troon en Écosse. Il évolue comme milieu de terrain au Dundee FC.

## Biographie
Jamie Ness a été formé au Rangers de Glasgow et intègre le groupe professionnel lors de la saison 2010/11.
Apparu à onze reprises, il prend part à la victoire en championnat en 2010/11.
Le 22 juin 2017, il rejoint Plymouth Argyle.

## Palmarès
- Glasgow Rangers
  - Championnat d'Écosse : 2011